# روبرت كورفيتز
روبرت كورفيتز (بالإنجليزية: Robert Kurvitz) (ولد في 8 أكتوبر 1984) هو روائي إستوني، ومصمم ألعاب فيديو ، وموسيقي . معروف بكونه الكاتب والمصمم الرئيسي للعبة الفيديو Disco Elysium لعام 2019. كان من الأعضاء المؤسسين لجمعية ZA / UM الثقافية وشركة تطوير ألعاب الفيديو التي تحمل نفس الاسم والتي نشأت منها. تم طردُ كورفيتز من ZA/UM في عام 2022 بعد نشوء صراعات مع المستثمرين الإستونيين الذين استحوذوا على حصة الأغلبية في الشركة. 